# Palazzo Braschi
Palazzo Braschi er et stort neoklassicisstisk palads i Rom i Italien. det ligge mellem Piazza Navona, Campo de' Fiori, Corso Vittorio Emanuele II og Piazza di Pasquino. Det indeholder for øjeblikket Museo di Roma (Roms museum), der dækker byens historie fra middelalderen og frem til 1800-tallet.
Bygningen blev bygget af Luigi Braschi Onesti, der var Pave Pius 6.s nevø, og er designet af Cosimo Morelli.
41°53′50.8″N 12°28′22.3″Ø / 41.897444°N 12.472861°Ø